# Intubació

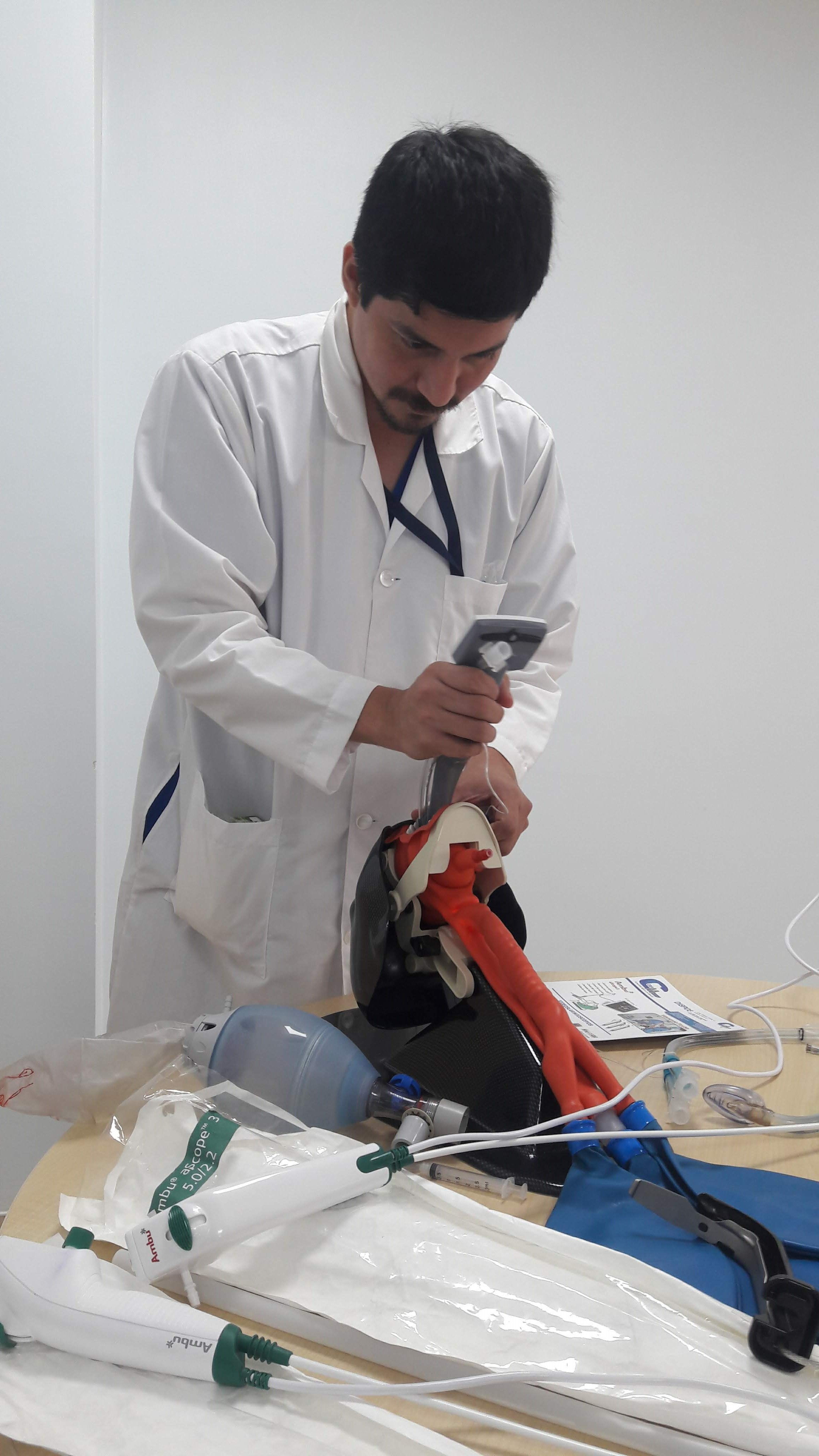

La intubació és un procediment mèdic que implica la inserció d'un tub al cos. Els pacients solen ser anestesiats prèviament. Alguns exemples són la intubació traqueal i la col·locació d'un tub de Sengstaken-Blakemore.